# Jean Astruc
Jean Astruc (Sauve, 19 marzo 1684 – Parigi, 5 maggio 1766) è stato un medico e uno studioso di esegesi biblica francese.
Astruc fu professore di medicina a Montpellier e Parigi.
Un suo breve libro pubblicato anonimamente nel 1753, Conjectures sur les mémoires originaux don't il paroit que Moyse s'est servi pour composer le livre de la Génèse. Avec des remarques qui appuient ou qui éclaircissent ces conjectures ("Congetture sui documenti originali che Mosé sembra aver usato nella composizione del Libro della Genesi. Con riflessioni che sostengono o gettano luce su queste congetture"), gioca un ruolo di rilievo nell'origine della critica testuale applicata alla Bibbia; Astruc fu il primo a dimostrare, attraverso l'uso dell'analisi testuale già adottata con i testi classici, la teoria che la Genesi fu composta basandosi su diverse fonti o tradizioni, un approccio detto "ipotesi documentale".
Questa teoria, nota come "ipotesi documentale", propone che il libro della Genesi sia stato composto unendo diverse fonti o tradizioni precedenti, identificabili attraverso l'uso di diversi nomi per Dio e altri elementi distintivi del testo. Astruc utilizzò un approccio simile a quello utilizzato nell'analisi dei testi classici per evidenziare queste fonti, aprendo così la strada alla critica testuale biblica moderna. La sua opera rappresenta quindi un punto di svolta nella comprensione della composizione della Bibbia e ha avuto un impatto significativo sullo studio accademico della Sacra Scrittura.